# 戴通納500
戴通纳500（Daytona 500）是一场競賽里程达805公里的NASCAR盃系列賽赛事，每年在美國佛罗里达州代托纳比奇的戴通納國際賽道举行。首届戴通纳500賽事于1959年举办，當年赛道同時启用。从1982年起，这項赛事成为NASCAR盃系列賽的揭幕战。